# بياتا بوزنياك
بياتا بوزنياك (بالبولندية: Beata Poźniak)‏ مواليد 30 أبريل 1960 في غدانسك بولندا، هي ممثلة ومخرجة إفلام ومسرح ومنتجة ورسامه بولندية الأصل. تقيم منذ عام 1985 في الولايات المتحدة، وحصلت على الجنسية الأمريكية.

## ائتمانات
- 2013 "People on the Bridge"
- 2010	"The Officer's Wife"
- 2010	"Ojciec Mateusz"
- 2009	"On Profiles in Courage"
- 2007	"Zlotopolscy"
- 2006	"Miriam"
- 2006	"Cyxork 7"
- 2004	"Freedom from Despair"
- 2002	"The Drew Carey Show"
- 2002	"Philly"
- 2002	"Mnemosyne"
- 2001	"Family Law"
- 2001	"Mixed Signals"
- 1999	"Enemy Action"
- 1999	"Klasa na obcasach"
- 1998	"Women's Day: The Making of a Bill"
- 1997	"Pensacola: Wings of Gold"
- 1997	"بابل 5  [لغات أخرى]‏"
- 1997	"Dark Skies"
- 1997	"JAG"
- 1995	"War & Love" aka "Heaven's Tears"
- 1995	"A Mother's Gift"
- 1994	"Psychic Detective"
- 1993	«ملروس بليس»
- 1993	"Wild Palms"
- 1993	"The Young Indiana Jones Chronicles”
- 1993	"Mad About You"
- 1993	"Ramona"
- 1992	"At Night the Sun Shines"
- 1991	"Ferdydurke"
- 1991	«جون كينيدي»
- 1989	"Stan wewnetrzny"
- 1989	"White in Bad Light"
- 1987	"Vie en images"
- 1986	"A Chronicle of Amorous Accidents"
- 1985	"Hamlet in the Middle of Nowhere"
- 1985	"Rozrywka po staropolsku"
- 1984	"I Died to Live"
- 1984	"Deszcz"
- 1983	"Krolowa Sniegu"
- 1983	"Lucky Edge" aka "Szczesliwy Brzeg"
- 1982	"Klamczucha"
- 1981	"Man of Iron"
- 1981	"Zycie Kamila Kuranta"
- 1979	"The Tin Drum”

## الكاسيت
- 2014: «Empress of the Night: A Novel of كاترين الثانية», published by راندوم هاوس
- 2012: «The Winter Palace: A Novel of كاترين الثانية», published by راندوم هاوس

http://www.booksontape.com/narrator/?id=156649